# Give Love a Try
Give Love a Try est le second single issu de la série télévisée Jonas L. A. et est interprété par Nick Jonas.
Il figure dans l'album Radio Disney Jams 12 et dure dans son intégralité 3 minutes 23.
Cette chanson figure trois fois dans la série : 
- Une fois dans l'épisode 1 : Nick est amoureux, interprété par Nick Jonas.
- Une fois dans l'épisode 14 : Karaoké surprise, interprété par Joe Jonas.
- Une fois dans l'épisode 21 : Tournée Compromise, interprété par Nick Jonas.